# Andrew Thorndike
Andrew Thorndike (* 30. August 1909 in Frankfurt am Main; † 14. Dezember 1979 in Berlin) war für den Dokumentarfilm der DDR als Regisseur, Drehbuchautor und Szenarist tätig.

## Leben
Thorndikes Vorfahren gehörten 1620 zu den Pilgervätern auf der „Mayflower“. Sein Vater war Andrew Thorndike III, der Generaldirektor und Aufsichtsratsvorsitzende der hugenbergschen Allgemeine Anzeigen GmbH (Ala) von 1920 bis 1932 und von 1932 bis 1944 Geschäftsführer der August Scherl GmbH. Der Vater war Hugenbergs Vertrauensmann als Leiter der Geschäftsstelle der Allgemeine Anzeigen GmbH ab 1914 und ab 1918 bis 1920 Geschäftsführer der Auslands GmbH. Juli 1915 wurde der Vater Leiter des Kruppschen Nachrichtenbüros und war Verwaltungsratsmitglied der DLG. Der Sohn Andrew Thorndike wuchs in Senzig auf und besuchte die Schule in Königs Wusterhausen. Nach dem Abitur 1928 begann er eine Lehre als Kaufmann im Scherl-Verlag. 1930 arbeitete er bei der „Württembergischen Zeitung“. Er war ab 1931 bei der UFA beschäftigt, seit 1933 in der Werbefilm-Abteilung. Ab 1939 leistete er Dienst bei der Polizeireserve in Dresden. Ab 1941 arbeitete er als Kulturfilm-Regisseur, u. a. für Lehrfilme für das Oberkommando der Wehrmacht. Sein 1942 entstandener Kulturfilm Die Herrin des Hofes sollte „die vielseitige und verantwortungsvolle Arbeit einer Bäuerin“ zeigen, wurde aber verboten, erhielt nach starker Umarbeitung das Prädikat „Volksbildend“ und wurde am 22. Dezember 1942 uraufgeführt. Thorndike wurde wegen des Verdachts auf „Wehrkraftzersetzung“ verhaftet und zur Wehrmacht einberufen.
In sowjetischer Kriegsgefangenschaft wurde er Mitglied des Nationalkomitees „Freies Deutschland“ (NKFD) und absolvierte die Antifa-Schule. 1948 kehrte er nach Deutschland zurück und arbeitete seit 1949 als Regisseur beim DEFA-Studio für Wochenschau und Dokumentarfilme.
Während der Arbeit am Projekt Stalin und das deutsche Volk wurde Andrew Thorndike am 9. April 1953 mit einem fingierten Telegramm nach West-Berlin gelockt, wegen „Verdachts der Beihilfe zum Landesverrat an der Bundesrepublik Deutschland“ verhaftet und nach Karlsruhe gebracht. Nach internationalen Protesten gegen dieses Vorgehen wurde Thorndike im Juli 1953 wieder freigelassen. Nach neuesten Erkenntnissen war Thorndike nur ein Beschuldigter unter Dutzenden, die am 9./10. April 1953 in West-Berlin und der BRD innerhalb der „Aktion Vulkan“ verhaftet wurden. Wegen der pragmatischen Haltung eines seiner Verteidiger, des DDR-Juristen Friedrich Karl Kaul, und des Oberbundesanwaltes Carlo Wiechmann kam es nicht zum Prozess.
Andrew Thorndike wurde 1961 Mitglied der Akademie der Künste der DDR. 1967 gründete er den Verband der Film- und Fernsehschaffenden der DDR und war bis zu seinem Tode dessen Präsident.
Der in den 1930er Jahren geschlossenen ersten Ehe mit seiner Frau Irma entstammen die Kinder Andrew V., Jan und Peggy. Während dieser Ehe wurde auch Andrews unehelicher Sohn Gregor geboren. Wegen Gregor kam es zur Ehescheidung. 1953 heiratete Andrew Thorndike in zweiter Ehe Annelie Kunigk, die er bei seinen Filmarbeiten kennengelernt hatte. In dritter Ehe war Thorndike mit Helga Schrader verheiratet, aus dieser Ehe stammen die Kinder Katharina und Andreas.

## Andrew Thorndikes Filme (Auswahl)
- 1949: Der 13. Oktober (2 Versionen, beide Filme kein Einsatz)
- 1949: Von Hamburg bis Stralsund
- 1950: Der Weg nach oben
- 1951: Wilhelm Pieck – Das Leben unseres Präsidenten
- 1951: Freundschaft siegt (KO Su, Regie der dt. Fssg.)
- 1951: Lied der Freundschaft (KO Su, Co-Regie)
- 1952: Die Prüfung
- 1952/3: Stalin und die deutsche Nation (Abbruch der Dreharbeiten Mai 53, keine Fertigstellung)
- 1954: Die 7 vom Rhein
- 1956: Du und mancher Kamerad
- 1957: Der Fall Hartmann und andere
- 1957: Urlaub auf Sylt
- 1958: Unternehmen Teutonenschwert
- 1961: Die Konzessionen des Mister Urquardt
- 1963: Das russische Wunder. 2 Teile
- 1965: Tito in Deutschland
- 1969: Du bist min. Ein deutsches Tagebuch
- 1970: Wladimir Iljitsch Uljanow Lenin
- 1970: Unter den Linden – Geschichte und Geschichten (Fernsehfilm)
- 1971: Mein ganzes Leben lang
- 1972: Start; Hier Deutsche Volkspolizei
- 1977: Die alte neue Welt